# Natalija Witrenko

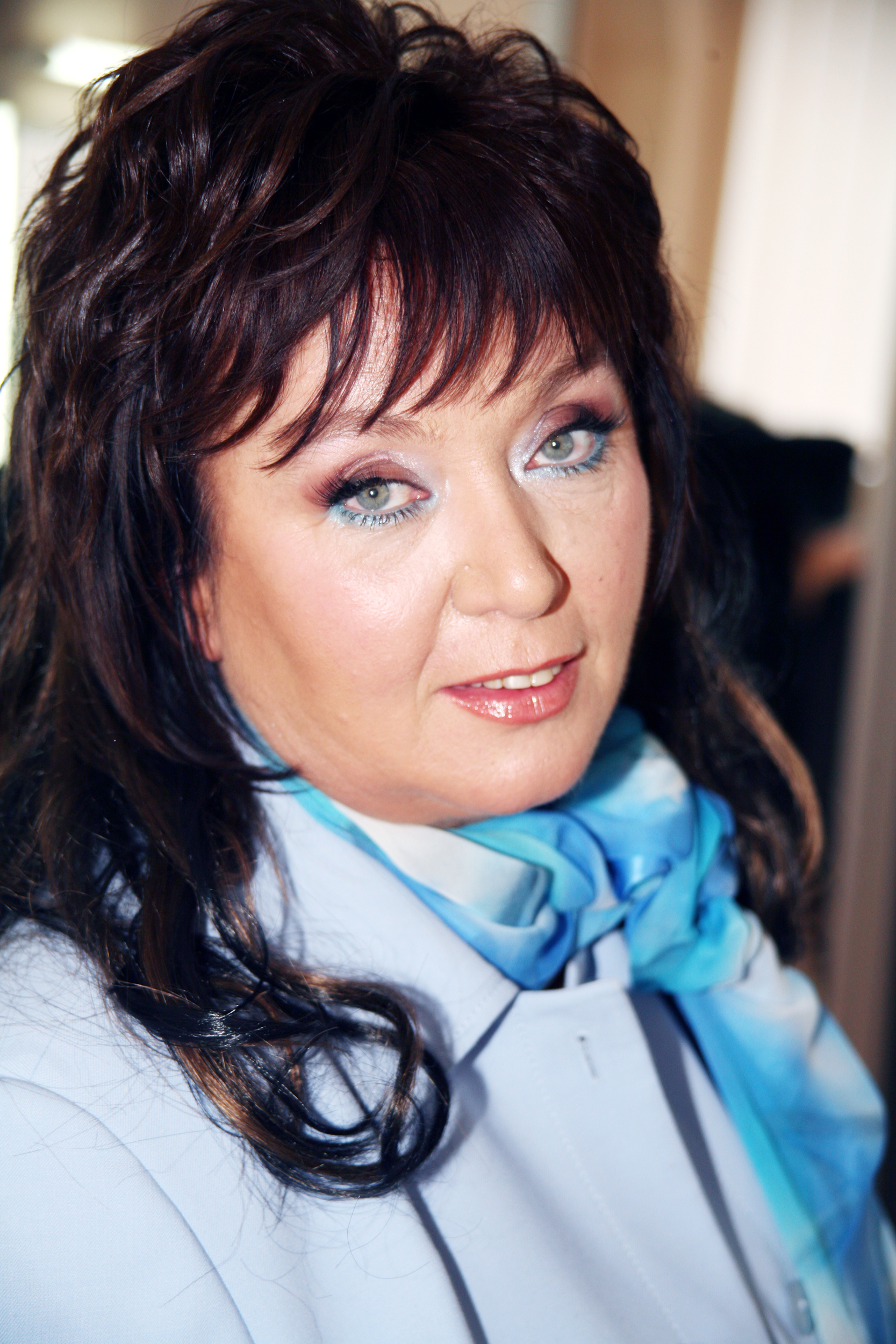
Natalija Witrenko 2006

Natalija Mychailiwna Witrenko (ukrainisch Ната́лія Миха́йлівна Вітре́нко, russisch Наталья Витренко; * 28. Dezember 1951 in Kiew, Sowjetunion, heute Ukraine) ist eine ukrainische Politikerin und Vorsitzende der Progressiven Sozialistischen Partei der Ukraine (PSPdU).
Sie lebte im Donezbecken. 1965 kehrte sie in die Hauptstadt Kiew zurück.
Sie und ihre Partei sind pro-russisch respektive „Sowjet-nostalgisch“ eingestellt. Die PSPdU wendet sich gegen NATO, EU und WTO. Sie tritt für die russische Sprache als zweite Amtssprache in der Ukraine ein und strebt gute Beziehungen zwischen der Ukraine und Russland sowie zu Belarus an oder eine Vereinigung der Staaten.
Während des ersten Wahlgangs der Präsidentenwahlen 1999, bei denen Natalija Witrenko als Präsidentschaftskandidatin antrat, wurde bei einer Veranstaltung in Krywyj Rih ein Handgranatenanschlag verübt. Dreißig weitere Personen wurden ebenfalls verletzt. Die Polizei verhaftete den Russen Sergej Iwantschenko als Täter, einen Wahlhelfer des sozialistischen Präsidentschaftskandidaten Oleksandr Moros.
Bei den Präsidentschaftswahlen 2010 in der Ukraine wurde ihr und der PSPdU die Teilnahme verwehrt, da sie die Depotgebühr für die Nomination nicht zahlen konnte.
Zu den programmatischen Grundlagen der PSPdU gehören ein modernisierter Sozialismus, panslawisches Gedankengut und Einsatz gegen den Globalismus. Die Partei hat gute Beziehungen zur Serbischen Radikalen Partei (SRS) und ist seit Juli 2011 Mitglied der vom russischen Präsidenten gegründeten Gesamtrussischen Nationalen Front. Dazu pflegt die Präsidentin Kontakte zur in der Ukraine verbotenen Extremisten-Organisation Eurasian Youth Union (Russian: Евразийский союз молодёжи; ESM), welche dem Programm von Alexander Geljewitsch Dugin folgt.